# 劉琮 (劉表之子)

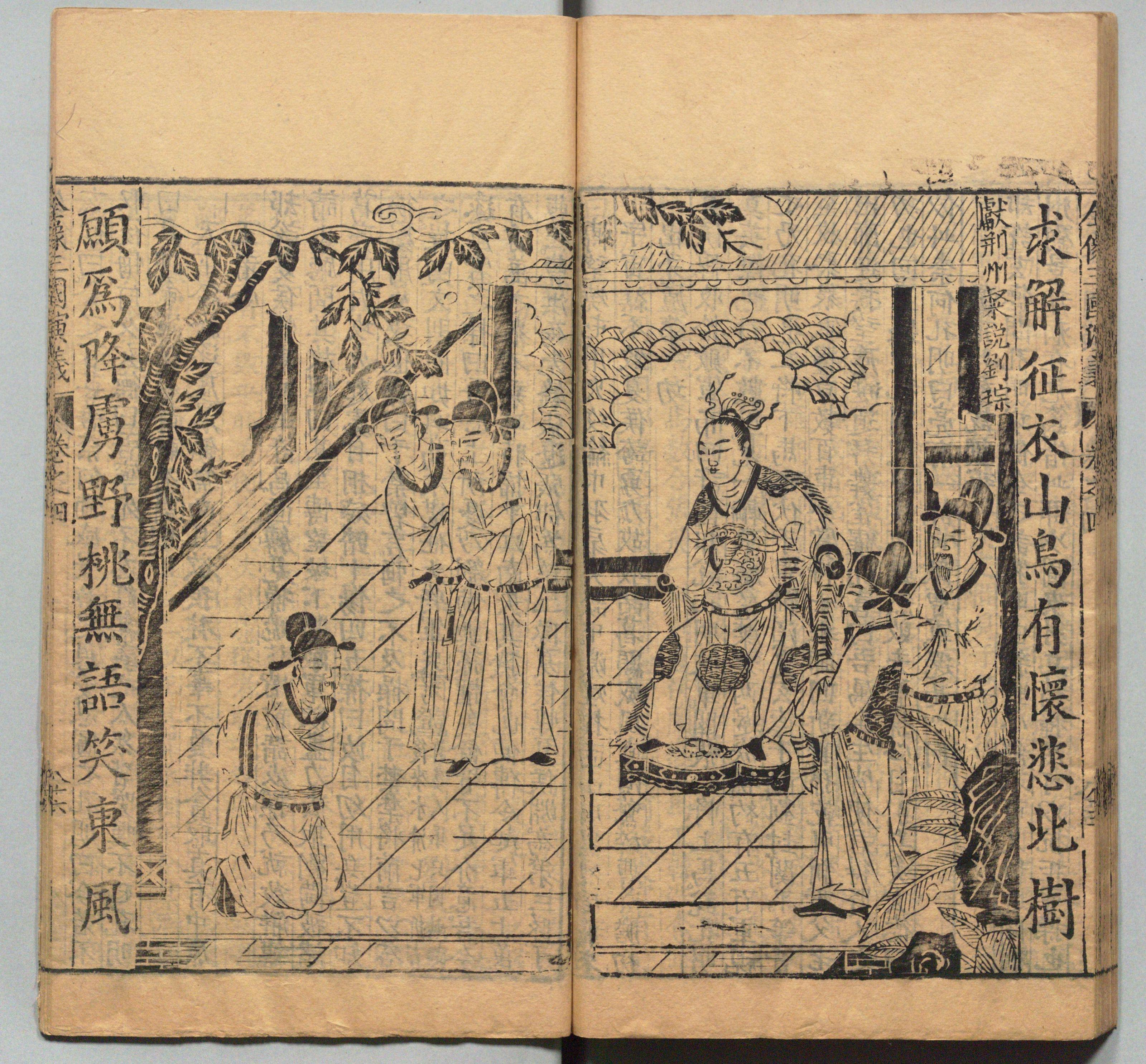
周曰校插图版《三国志通俗演义》中的刘琮献荆州

劉琮（？—3世纪？），表字不詳，山阳郡高平县（今山东省济宁市微山县西北）人。西漢魯恭王劉餘的後代，東漢末年成武侯劉表次子。劉琦之弟、劉修之兄。投降曹操後為青州刺史。

## 生平
劉表原來因長子劉琦長得像自己，因而對他十分寵愛。劉琮妻子是劉表後妻蔡氏姪女，蔡氏想劉琮取代劉琦，多次在劉表面前說劉琦壞話，還聯合蔡氏之弟蔡瑁、劉表外甥張允等向劉表進讒言。劉琮因著兄長失寵和蔡氏的影響，很受父親的寵愛，亦打算讓劉琮繼嗣，出劉琦為江夏太守。劉琦和劉琮兄弟之間亦因而生了仇隙。
建安十三年（208年），劉表病重，劉琦立即從江夏趕回探視，蔡氏、蔡瑁、張允等人知道劉琦性慈孝，害怕劉表把後事託給他，便定計阻撓劉琦與劉表見面，劉琦只好返回江夏。劉表不久後病逝，蔡瑁等人擁立劉琮繼任荊州牧。
同時，曹操正領兵南征荊州，面對大軍壓境，蒯越、韓嵩及東曹掾傅巽等游說劉琮歸降曹操。劉琮仍想反抗，說：「今天與你們諸位據守荊州，守父親的基業，觀望天下轉變，不可以嗎？」傅巽答：「逆順有大體，強弱有定勢。我們以臣下抵抗朝廷，是叛逆之道；以新建設的荊州去對抗中原，必定是危險事；以劉備抵抗曹操，是不適當。三項都顯得不足，想用以抵抗朝廷軍隊，是必定滅亡之道。將軍覺得自己與劉備相比如何？」劉琮答：「不如。」傅巽因而說：「若劉備不能抵抗曹操，那麼荊州就不能自存。若劉備能抵抗曹操，那麼劉備就不再是將軍的臣下了。希望將軍不要再疑惑。」
劉琮將劉表的成武侯印綬給劉琦，劉琦動怒，將印綬扔在地上。劉琦想趁奔喪發難，便在江夏屯兵。曹操南下，劉琮投降。
曹操以劉琮為青州刺史，封列侯。後來劉琮獲曹操表為諫議大夫。及後事跡不詳。

## 評價
- 劉表：「我兒不才」《三國志·蜀書·先主傳第二》
- 曹操：「生子當如孫仲謀，劉景升兒子若豚犬耳！」（《三國志‧吳書》）
- 蔡东藩：「曹操谓生子至如孙仲谋，若刘景升诸儿，与豚犬等，原非虚言。」

## 艺术形象

### 演義中的描述
劉琮是劉表與後妻蔡夫人所生之子，甚得劉表寵愛。蔡氏一族欲立劉琮為主，在劉表病重之時斷絕其長子劉琦與劉表的往來，劉表死後擁立劉琮為主。曹操大軍南下之時，劉表舊臣傅巽、蒯越、王粲等人紛紛勸劉琮降曹，最終劉琮在蔡瑁等人主持之下舉荊州而降。曹操封劉琮為青州刺史，將劉琮與母蔡夫人遣送青州，卻暗中命令于禁於半途截殺之。

### 影视
- 香港亞洲電視電視劇《諸葛亮》（1985年）：杨仲恩
- 中國中央電視台電視劇《三國演義》（1994年）：梁迟
- 台灣華視電視劇《關公》（1996年）：张宇文
- 中国中央电视台电视剧《武圣关公》（2004年）：李相博
- 中國電視劇《三国》（2010年）：邱爽
- 香港無線電視台電視劇《回到三國》（2012年）：蔡淇俊

## 延伸阅读
[在维基数据编辑]
 《三國志/卷06》，出自陳壽《三國志》